# Mignovillard
Mignovillard község Franciaország Burgundia-Franche-Comté régiójában, Jura megyében. 2016. január 1-jén a korábbi Mignovillard és Communailles-en-Montagne község egyesült, és az így létrejött új község átvette (megtartotta) az addigi Mignovillard nevet. Az egyesüléskor az új község lélekszáma 805 fő lett.
Lakosainak száma 882 fő (2022. január 1.). Mignovillard Censeau, Bief-du-Fourg, Bonnevaux, Vaux-et-Chantegrue, Remoray-Boujeons, Rondefontaine, Les Pontets, La Latette, Cerniébaud, Longcochon és Mièges községekkel határos.

## Népesség
A település népességének változása:
| Lakosok száma | 819  | 826  | 828  | 846  | 864  | 882  |
|               | 2017 | 2018 | 2019 | 2020 | 2021 | 2022 |